# フランク・ミルズ
フランク・ミルズ（Frank Mills、1942年6月27日 - ）は、カナダのピアニスト、作曲家、編曲家、指揮者、音楽プロデューサー。

## 人物・来歴
カナダのオンタリオ州トロントの出身。
子供の時にピアノとトロンボーンをマスターし、16歳で作曲もしたという。マギル大学卒業後、一度サラリーマンになったが、音楽の夢を捨てきれず、まず友人たちとロック・グループ「ザ・ベルズ」を結成、1曲だけ全米大ヒットを生んだが、限界を感じたのと自分の望みを貫くため、グループを解散し独立した。
1974年に、最初のアルバム『The Poet And I』を発表した。プロモーションのためにその中の1曲「愛のオルゴール」（Music Box Dancer）を1978年にDJ向けにシングル・カットし、これをオタワのDJデイヴ・ワッツが聴いて気に入り、オンエアを重ねた結果、1979年に同曲がカナダ、アメリカなどで大ヒットし、1979年5月5日には、ビルボードの全米ヒットチャートで最高位3位を記録するまでになった。これを機に、アルバム曲のタイトル曲「詩人と私」もドイツで大ヒットした。
1982年3月に来日した。日本では来日記念アルバム『ベスト・コレクション』が発売され、同アルバムおよび『The Poet And I』の1曲目に収録されている「街角のカフェ」が来日記念シングルとしてシングル・カットされた。
1986年に、ポリグラムからキャピトルにレコード会社を移籍した。移籍して最初に発売したアルバム『愛の情景』（Transitions）では、ミルズはシンセサイザーを演奏している。

## 代表曲
全てミルズの自作曲である。
- 「愛のオルゴール」Music Box Dancer（全米ヒットチャート最高位3位（1979年5月5日）[4]、1979年年間ランキング第49位[5][6]）
  - 日本語詞をつけたものが「潮騒のメロディー」というタイトルに変更の上、同年にさこみちよ・高田みづえの歌唱により、シングル盤レコードとして発売された。
- 「詩人と私」The Poet And I（NHKラジオ第1「ラジオあさいちばん」「NHKマイあさラジオ」の「今日は何の日」のコーナーのBGMとして長く使われている。また、以前はミヤギテレビの放送開始映像や四国放送の放送終了映像、ニッポン放送「日曜競馬ニッポン」のエンディング、京都放送ラジオのオープニング、沖縄テレビ「ライオンお天気予報」のBGMで使われていた。）※高田みづえ『帰郷』の原曲。
- 「夢見るピアニスト」Peter Piper（1981年、ニッポン放送などNRN系全国ネット「所ジョージのオールナイトニッポン」内のローカルセールス扱いのCM枠でフィラー曲として採用。同番組では他にも「Wherever You Go」「After You Mister Trumpet Man」なども使われていた。）
- 「ハッピー・ソング」Happy Song（「クイズMr.ロンリー」のシンキングタイムに使用。高知空港スイミングスクールのCMの中のBGMとして使用。CBCラジオ「チビッコ作文教室」のBGMとして使用。また、以前はIBCラジオの番組「中三 風のグラフィティ」のテーマ曲として使用されていた。）
- 「ロマンスへの前奏曲」Prelude to Romance
- 「街角のカフェ」From a Sidewalk Cafe（文化放送「吉田照美のてるてるワイド」内「千倉真理の地球はまあるいよ」テーマ曲であった他、各種番組でも使用。ラジオ大阪「アニメトピア」では吉田理保子と麻上洋子の歌入りでエンディングに使用された。）
- 「スパニッシュコーヒー」Spanish Coffee（ギターによるアンサンブル（通称：ギター合奏）において、アレンジ版が定番曲として数多く演奏されている。）※高田みづえ『傷心（きずごころ）』の原曲。